# Nocturno 29
Nocturno 29 è un film spagnolo del 1969 diretto da Pere Portabella.